# アラスカン・ハスキー

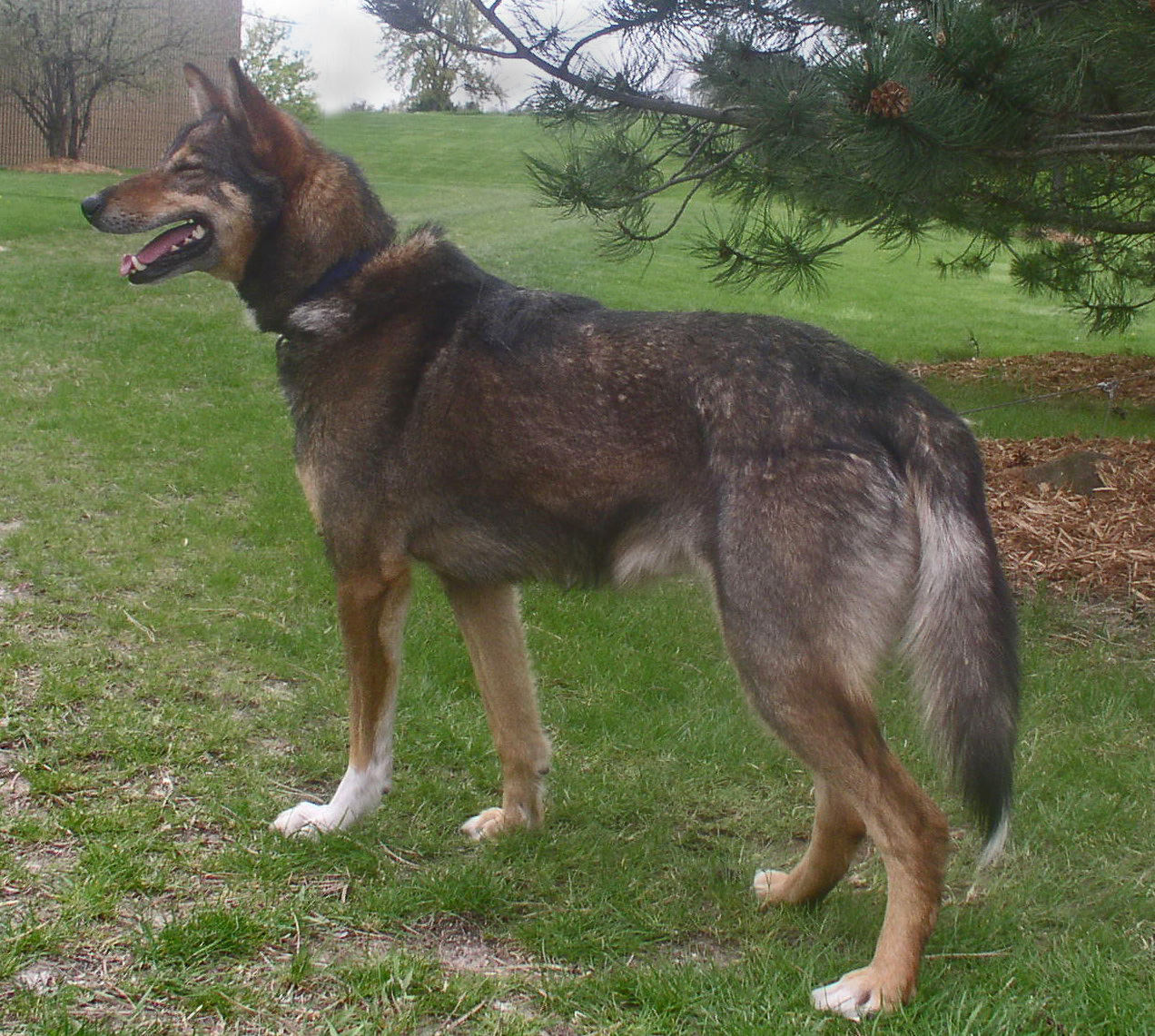

アラスカン・ハスキー（英：Alaskan Husky）とは、アメリカ合衆国のアラスカ州原産の犬ぞりレース用の犬である。アラスカン・スレッジ・ドッグともいう。
20世紀初頭頃からアラスカで盛んに行われてきた犬ぞりレースに使うために、スピードや持久力を求めて、そり犬（シベリアン・ハスキーやアラスカン・マラミュート、イヌイット・ドッグ等）と、ガンドッグ（セッター等）や視覚ハウンド、牧羊犬（ジャーマン・シェパード）等の俊足の犬種を交配させたさまざまな系統の犬の総称である。犬種ではないため、容姿のスタンダード（犬種標準）等はないが、長距離レースや短距離レースなどの競技別に異なる犬の系統がある。
その中でも、オーロラ・ハスキーやアラスカ州のハスリア村で作られたハスリア・ハスキーは犬種としてある程度の確立をみている。